# Balast
Balast – dodatkowy element lub ładunek, którego podstawową cechą jest znaczny ciężar, wykorzystywany na różnego rodzaju statkach wodnych (zarówno nawodnych, jak i podwodnych), pojazdach lądowych specjalnego przeznaczenia, oraz statkach powietrznych. Wykorzystywany także we wszystkich rodzajach modeli statków i pojazdów.

## Rodzaje balastów

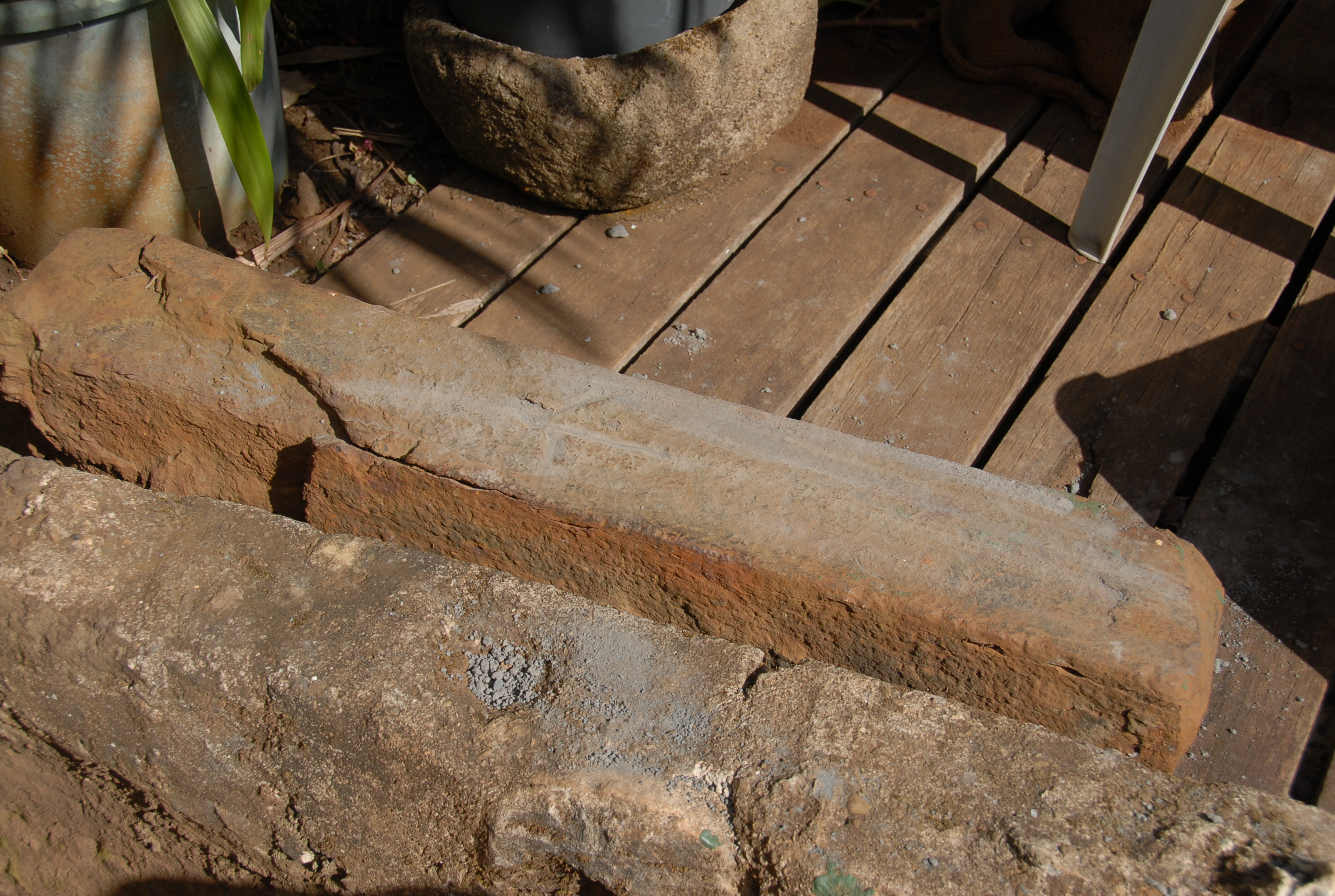
Balast z HMS Bounty w Adamstown

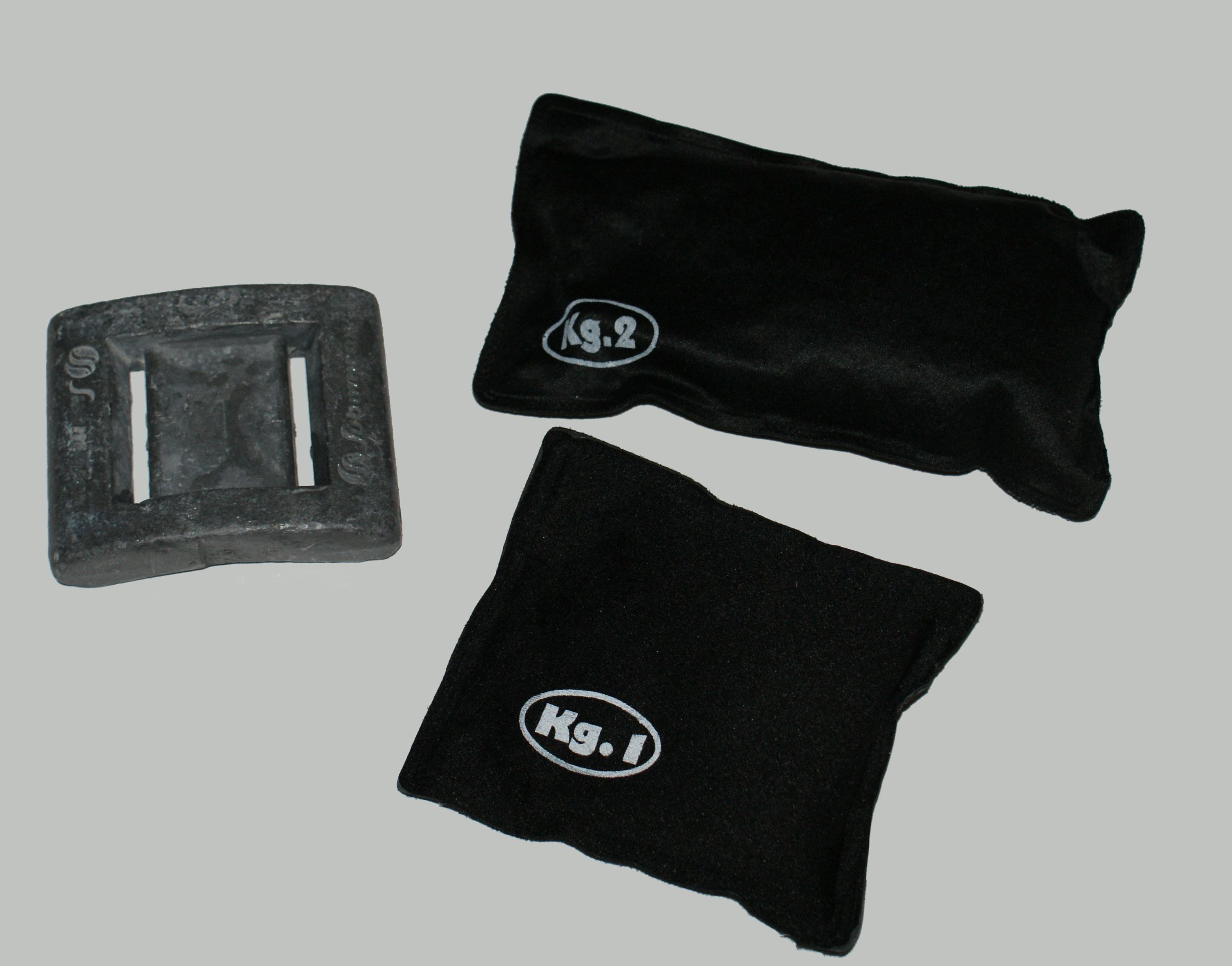
Obciążnik pasa balastowego i woreczki zawierające śrut ołowiowy do nurkowania

- balast stały – wbudowany lub przytwierdzony na stałe do konstrukcji, ale nie spełniający roli nośnej.
- balast ruchomy – elementy wykonane specjalnie w celu balastowania, dopasowane kształtem do danego statku lub pojazdu, które można łatwo demontować lub zmieniać ich położenie, jeśli zajdzie taka potrzeba. Są to zwykle specjalne ciężarki lub bloki.
- balast doraźny – różnego rodzaju substancje dociążające, jak najtańsze, które bezpowrotnie usuwa się, gdy są już zbędne. Może to być np. woda, piasek, kamienie lub kruszywo.

## Zastosowanie balastu
- polepszenie stateczności, a czasami wręcz jej zapewnienie, poprzez:
  - obniżenie środka ciężkości w celu utrzymania stateczności pionowej – zobacz balast (żeglarstwo)
  - równomierne rozłożenie ciężaru w płaszczyźnie poziomej (przy nietypowym ładunku wielkogabarytowym)
  - dla zachowania środka ciężkości w obrysie ograniczonym punktami podparcia (np. dźwig z wysięgnikiem)
- zwiększenie ciężaru całkowitego
  - dla zwiększenia nacisku na podłoże (np. walec drogowy)
  - dla zwiększenia przyczepności elementów jezdnych do podłoża (np. ciągnik balastowy)
  - dla zwiększenia inercji
  - dla spełnienia odpowiednich norm, np. w konkurencjach sportowych
  - dla zwiększenia prędkości przelotowej szybowca – zobacz balast (szybownictwo)
- zmiana głębokości – dla statków podwodnych (np. batyskaf) i wysokości dla aerostatów (np. balon)